# Gouvernement Nawaf Salam
République libanaise
Mikati III 
Le gouvernement Nawaf Salam est le gouvernement du Liban depuis le 8 février 2025.

## Composition
Le gouvernement formé par Nawaf Salam le 8 février 2025 comporte 24 ministres dont 5 femmes. Selon ses déclarations, aucun ministre n'est membre d'un parti politique mais des tendances politiques peuvent être précisées.
| Portefeuille | Titulaire                | Tendance politique | Tendance politique |
| --- | ------------------------ | ------------------ | ------------------ |
| Président du Conseil des ministres                                                                                     | Nawaf Salam              |                    | Ind.               |
| Vice-président du Conseil des ministres                                                                                | Tarek Mitri              |                    | Ind.               |
| Ministre de la Défense                                                                                                 | Michel Menassa (en)      |                    | Ind.               |
| Ministre de l'Information                                                                                              | Paul Morcos              |                    | Ind.               |
| Ministre des Télécommunications                                                                                        | Charles Hage             |                    | FL                 |
| Ministre de l'Éducation et de l'Enseignement                                                                           | Rima Karami (en)         |                    | Ind.               |
| Ministre de l'Economie et du Commerce                                                                                  | Amer Bisat (en)          |                    | Ind.               |
| Ministre de la Culture                                                                                                 | Ghassan Salamé           |                    | Ind.               |
| Ministre du Tourisme                                                                                                   | Laura Khazen Lahoud (en) |                    | Ind.               |
| Ministre du Développement administratif                                                                                | Fadi Makki (en)          |                    | Ind.               |
| Ministre de l'Intérieur et des Municipalités                                                                           | Ahmad al-Hajjar (en)     |                    | Ind.               |
| Ministre des Affaires sociales                                                                                         | Hanine Sayyed            |                    | Ind.               |
| Ministère des Affaires étrangères                                                                                      | Youssef Rajji (en)       |                    | FL                 |
| Ministre de l'Industrie                                                                                                | Joe Issa el-Khoury (en)  |                    | FL                 |
| Ministre de l'énergie et de l'eau                                                                                      | Joe Saddi (en)           |                    | FL                 |
| Ministre des personnes Déplacées Ministre d'État pour la Technologie de l'information et à l'intelligence artificielle | Kamal Chéhadé            |                    | FL                 |
| Ministre des Travaux publics et des Transports                                                                         | Fayez Rasamny            |                    | PSP                |
| Ministre de l'Agriculture                                                                                              | Nizar Hani               |                    | PSP                |
| Ministre de la Justice                                                                                                 | Adel Nassar              |                    | Kataëb             |
| Ministre de la Jeunesse et des Sports                                                                                  | Nora Baïrakdarian        |                    | Tashnag            |
| Ministre des Finances                                                                                                  | Yassine Jaber            |                    | Amal               |
| Ministre de l'Environnement                                                                                            | Tamara Elzein            |                    | Amal               |
| Ministre de la Santé publique                                                                                          | Rakan Nassereddine (ar)  |                    | Hezbollah          |
| Ministre du Travail | Mohammad Haïdar          |                    | Hezbollah          |